# Dominikanska republikens damlandslag i volleyboll
Dominikanska republikens damlandslag i volleyboll representerar Dominikanska republiken i volleyboll på damsidan.
Laget har vunnit volleybollturneringen vid panamerikanska spelen två gånger (2003 och 2019). De har också vunnit panamerikanska cupen fem gånger. De ligger (2022) på 7:e plats på FIVB:s världsranking.